# Angelita Martinez
Angelita Martinez (São Paulo, 17 de maio de 1931 — São Paulo, 13 de janeiro de 1980) foi uma vedete, atriz e cantora brasileira.
Gravou algumas músicas típicas para carnaval, de sucesso relativo nos anos da década de 1960. 
Teve vários romances célebres, como os com Garrincha, Dorival Caymmi e com o então vice-presidente João Goulart.
Participou ainda dos primórdios da televisão brasileira, e causando escândalo, como numa edição do programa Espetáculos Tonelux, de 27 de dezembro de 1956, na TV Continental, onde apareceu com roupas sumárias, causando reação na sociedade moralista da época.